# 루크 로버츠 (배우)
루크 로버츠(영어: Luke Roberts, 1977년 4월 1일 ~ )는 잉글랜드의 배우이다. 캐나다 드라마 《검은 해적》에서 우즈 로저스 역, 미국 드라마 《왕좌의 게임》에서 아서 데인 경 역으로 출연하였다.

## 출연 작품

### 영화
- 더 배트맨 (2022) - 토머스 웨인 역